# 프로그레시브 필드
프로그레시브 필드(Progressive Field)는 미국 오하이오주 클리블랜드에 있으며, 클리블랜드 가디언즈가 1994년부터 지금까지 사용하고 있는 야구장이다. 원래 명칭은 제이콥스 필드(Jacops Field)였으나 2008년 프로그레시브사와 명명권 계약을 맺어 현재의 명칭으로 바뀌었다.
1997년 당시 오클랜드 애슬레틱스의 마크 맥과이어가 좌측 외야석의 전광판을 맞추는 초대형 홈런을 날렸다. 좌측 펜스 높이가 높아 투수 친화적인 구장이다.
| 메이저 리그 베이스볼 올스타전 개최 경기장 |                      |             |
| 1996년                                    | 1997년 제이콥스 필드 | 1998년      |
| 베테랑스 스타디움                         | 1997년 제이콥스 필드 | 쿠어스 필드 |
|                                           |                      |             |
|                                           |                      |             |

| 메이저 리그 베이스볼 올스타전 개최 경기장 |                          |               |
| 2018년                                    | 2019년 프로그레시브 필드 | 2020년        |
| 내셔널스 파크                             | 2019년 프로그레시브 필드 | 다저 스타디움 |
|                                           |                          |               |
|                                           |                          |               |